# Гродецкие
Гродецкие (пол. Grodecki) — дворянский род.
Первая ветвь его происходит от Якова Гродецкого, владевшего поместьями в 1554 г., и внесена в VI часть родословной книги Волынской и Подольской губерний.
Вторая ветвь происходит от подчашего черниговского Ивана Павла Гродецкого (1681) и внесена в VI часть родословной книги Гродненской губернии.
Третья и четвертая ветви внесены в VI и I части Виленской и Киевской губерний.
Существует ещё род Гродецких позднейшего происхождения. Осип-Христофор Гродецкий, владелец имения Гродецк в бывшем Воеводстве Люблинском, за построение костёла в имении и за усердие по улучшению сельского хозяйства, возведен в Дворяне Императором Австрийским Королём Галиции и Лодомерии Францем I, царствовавшим тогда в части прежней Польши; в 1807 же году получил от того же Монарха грамоту с выше изображенным гербом.

## Описание герба
В щите напол-рассеченном, в верхнем красном поле серебряный гриф в золотой короне, вправо бегущий; в нижнем, голубом, такой же гриф.
В нашлемнике четыре страусовые пера, из коих второе красное, а четвертое голубое. Герб Гродецкий внесен в Часть 2 Гербовника дворянских родов Царства Польского, стр. 76.